# 함덕초등학교 선인분교
함덕초등학교 선인분교는 대한민국 제주특별자치도 제주시에 있는 공립 초등학교이다.

## 학교 연혁
- 1972년	4월 10일 선흘국민학교 양잠단지 교습소 개설
- 1973년	11월 30일 선흘국민학교 양잠단지 분교장 인가
- 1974년	3월 9일 선흘국민학교 양잠단지 분교장 개교
- 1982년	3월 1일 선흘국민학교 선인분교장으로 명칭 변경
- 1991년	3월 2일 중학교 입학 학구 변경(오현중, 동여중)
- 1995년	3월 1일 함덕국민학교 선인분교장 인가
- 1996년	3월 1일 함덕초등학교 선인분교장으로 명칭 변경
- 2001년	3월 1일 전 교사 개축 및 다목적실 1실 신축
- 2001년	5월 1일 들꽃나라 조성
- 2012년	5월 1일 화장실 개축, 급식실 리모델링
- 2013년	2월 4일 야외 비가림 시설
- 2014년	9월 1일 선인분교장 통학 구역 조정(선인동이 선흘분교장에서 선인분교장으로 변경)
- 2014년	9월 1일 고영철 교장 부임
- 2015년	9월 1일 다목적실 1실 신축
- 2017년	2월 6일 제74회(분교장43회) 졸업(졸업생 6명, 총 179명 배출)
- 2017년	3월 2일 2017학년도 입학식(입학생 8명, 5학급, 총 42명)

## 참고 자료
- 함덕초등학교선인분교장 - 한국교육학술정보원 학교알리미